# Cafein
| Cấu trúc phân tử                                               | Cấu trúc phân tử                                                                    |
| -------------------------------------------------------------- | ----------------------------------------------------------------------------------- |
| Mô hình phân tử coffein                                        |                                                                                     |
| Tổng quát                                                      |                                                                                     |
| Tên                                                            | cafein                                                                              |
| Các tên khác                                                   | cà phê in, theine, mateine, guaranine, methyltheobromine và 1,3,7-trimethylxanthine |
| Công thức hoá học                                              | C8H10N4O2                                                                           |
| Số CAS                                                         | 58-08-2                                                                             |
| Đặc điểm                                                       | dạng tinh thể, không màu, không mùi, vị đắng                                        |
| Tính chất                                                      |                                                                                     |
| Khối lượng mol                                                 | 194,19 g/mol                                                                        |
| Trạng thái                                                     | rắn                                                                                 |
| Nhiệt độ nóng chảy                                             | 238 °C                                                                              |
| Nhiệt độ sôi                                                   | thăng hoa ở 178 °C                                                                  |
| Hoà tan                                                        | tan nhiều trong nước và chloroform, một phần trong rượu                             |
| Chỉ dẫn an toàn                                                |                                                                                     |
|                                                                |                                                                                     |
| Chỉ số an toàn và nguy hiểm                                    | R: ? S:                                                                             |
| Trừ khi ghi chú thích, mọi số liệu ghi ở Điều kiện tiêu chuẩn. |                                                                                     |

Cafein (bắt nguồn từ từ tiếng Pháp caféine /kafein/),, được gọi theo tiếng latin là cà phê in, theine, mateine, guaranine, methyltheobromine hay 1,3,7-trimethylxanthine, là một xanthine ancaloit có thể tìm thấy được trong các loại hạt cà phê, chè, hạt cola, quả guarana và ca cao.
Công thức phân tử của cafein là C8H10N4O2

## Lịch sử
Cafein được tách thành công lần đầu tiên vào năm 1820 bởi nhà hoá học người Đức Friedlieb Ferdinand Runge bằng cách đun các hạt cà phê đã rang và thu lại hơi nước sinh ra. Runge thực hiện sự phân tích này có lẽ là do lời đề nghị của bạn ông ta, nhà thơ Johann Wolfgang von Goethe. Vào ngày 3 tháng 10 năm 1819, sau một cuộc chuyện trò về các loại độc thực vật, Goethe đã chuyển cho Runge một gói hạt cà phê, thứ hàng vào khi đó rất giá trị.

## Tính chất
Khối lượng mol của cafein là 194,2 g. Ở nhiệt độ bình thường một lít nước chỉ hoà tan 20 g cafein, trong khi một lít nước sôi hoà tan tới 700 g. Cafein cũng tan nhiều trong chloroform, tuy nhiên lại chỉ tan một phần trong êtanol.
Cafein rất giống với hai hợp chất khác là theophyllin, chất được sử dụng để điều trị bệnh suyễn, và theobromin, thành phần chính của ca cao.